# Amt Medebach (Herzogtum Westfalen)
Das Amt Medebach war einer der Verwaltungsbezirke, die die Erzbischöfe von Köln im 14. Jahrhundert im Zusammenhang mit der Ausbildung der Amtsverfassung im Herzogtum Westfalen einrichteten, um ihre Herrschaft in dem Gebiet zu festigen. Das Amt fiel 1802 mit dem Herzogtum an den Landgrafen von Hessen-Darmstadt, der es vom Umfang her weitgehend unverändert ließ. 1817 wurde es wenige Jahre nach dem Übergang des Herzogtums Westfalen an Preußen kurzfristig in den Kreis Medebach umgewandelt und mit dem Amt Fredeburg vereinigt. Dieser Kreis wurde 1819 aufgelöst, wobei der alte Amtsbezirk Medebach dem Kreis Brilon zugeschlagen wurde. In verkleinerter Form bestand ein Amt Medebach von 1844 bis 1969 im Kreis Brilon.

## Grenzen und Straßen

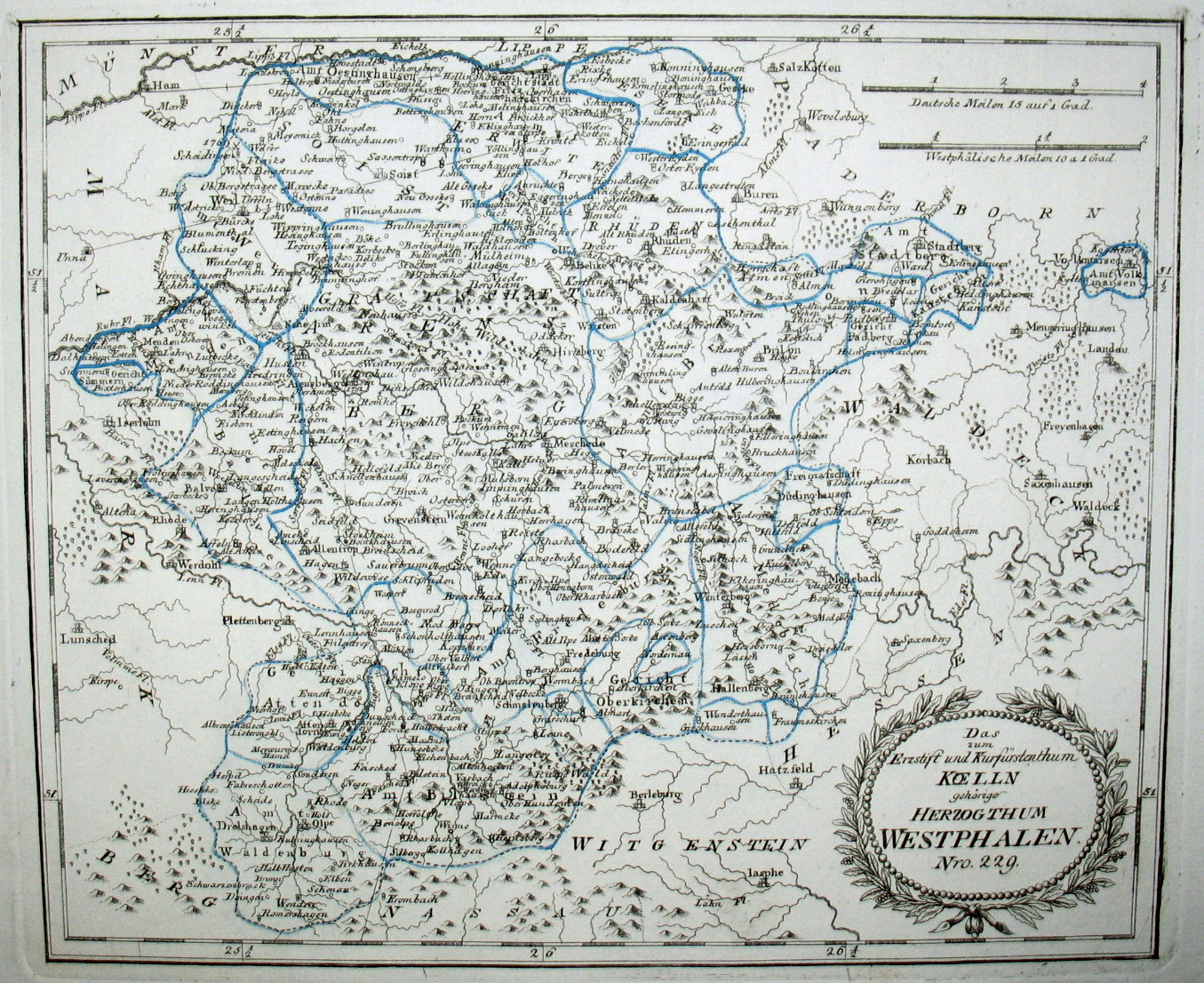
Amt Medebach im Herzogtum Westfalen, 1793

Der Ursprung des Amtes Medebach lag in der gleichnamigen Gografschaft. Die Grenze im Süden wurde durch den Bach Nuhne von Sachsenberg bis nach Hallenberg bestimmt. Im Westen endete das Gebiet an den Gebirgskämmen des Rothaargebirges um den Kahlen Asten. Im Norden bildeten die Dörfer Siedlinghausen und Niedersfeld die nördlichsten Ortschaften gegen die Grenze zum Assinghauser Grund. Nach Nordosten zog sich die Grenze entlang der Höhenzüge gegen das Waldecker Upland hin. Im Osten gehörten über die heutige Landesgrenze von Nordrhein-Westfalen nach Hessen bis zum 17. Jahrhundert zur Gografschaft die Orte, die Filialen der Pfarrei Eppe waren. Außerdem war lange Zeit im Südosten die Gegend um den Ort Münden Teil des Gogerichtsbezirks.
Nachbarn im Osten und Nordosten waren die Grafschaft Waldeck, im Süden die Landgrafschaft Hessen und im Südwesten die Grafschaft Wittgenstein. Die übrigen Grenzen waren Grenzen gegen andere Ämter innerhalb des Herzogtums Westfalen. Im Westen lagen das Gericht Bödefeld, das Amt Fredeburg und das ab 1592 neu entstandene Patrimonialgericht Oberkirchen. Im Norden schloss sich die Freigrafschaft im Assinghauser Grund an, die zum Amt Brilon gehörte.
Durch die Gografschaft führten zwei überregionale Landstraßen. Das war zum einen die Heidenstraße vom Kahlen Asten im Westen über Winterberg und Küstelberg bis nach Niederschleidern im Osten. Zum anderen führte eine weitere Straße von Hallenberg im Süden über Winterberg nach Norden.

## Entstehung
Ein Gograf begegnet uns in Medebach erstmals im Jahr 1172. Dieses Amt war schon längere Zeit von einer in Goddelsheim und anderen Orten des Bezirks begüterten ministerial-adeligen Familie verwaltet worden. Von diesem Amt her erhielt sie den Namen Gogreve oder Gaugreben. Nach dem um 1307 aufgestellten Bestandsverzeichnis des kölnischen Marschallamts in Westfalen erwarb der Marschall von Westfalen Johann von Plettenberg (1294–1312) von Heydenricus de Ederen das Gogericht Medebach für den Erzbischof von Köln. Dieses wurde neben den Städten Medebach, Hallenberg und Winterberg zur Keimzelle des Amtes Medebach. Innerhalb der Gografschaft waren die dem Erzbischof von Köln unterstellten vier Städte seit dem 13. Jahrhundert vom Gogericht herausgenommen und hatten eigene Richter. Die Gründung der Städte Winterberg, Schmallenberg und Hallenberg erfolgte etwa um 1250 als territoriale Festungs-Kleinstädte. Die Bürger hatten ihre Städte zu verteidigen und waren deshalb vom Aufgebot der Gografschaft ausgenommen. Untereinander schlossen sie zum gegenseitigen Schutz mehrfach Bündnisse.
Aus ähnlichen Gründen waren auch die Dörfer Deifeld und Niederschleidern aus dem Verband der Gografschaft ausgeschieden. Beide Orte befanden sich im 13. Jahrhundert im Besitz der Edelherren von Deifeld. Diese nahmen als Angehörige des Hochadels Gerichtsbarkeit über die auf ihren Eigengüter sitzenden Bauern wahr und waren damit Inhaber zweier eigenständiger Patrimonialgerichte. Zu den Aufgaben der Edelherren gehörte die Verteidigung der Heidenstraße zwischen den beiden Dörfern im Westen und im Osten mit dem Aufgebot ihrer Bauern.
Erleichtert wurde das Vordringen der Erzbischöfe von Köln durch die Zersplitterung der ursprünglichen Gaugrafschaft in eine Vielzahl kleiner Freigrafschaften und durch die Verlehnung beziehungsweise Verpfändung mehrerer Bezirke. Denn die Stuhlherren, welche die Freigrafschaft als Lehen oder Pfand innehatten, waren zu schwach, um selbst Landesherren zu werden. Deshalb betrachteten sie den Besitz der Freigrafschaften vor allem unter finanziellen Gesichtspunkten.
Von den sieben Freigrafschaften des Medebacher Bezirks stellten fünf Zerfallsprodukte der ursprünglichen Gaugrafschaft dar, während zwei auf der Hochgerichtsbarkeit alter Vogteien basierten. Alle fünf echten Freigrafschaften unterstanden im 14. Jahrhundert direkt oder indirekt den Grafen von Waldeck, die im 12. und 13. Jahrhundert die Grafschaft im Go Medebach wie in den östlich angrenzenden Teilen des Ittergaues innehatten. Nur in der Freigrafschaft Münden haben die Grafen von Waldeck ihre gräflichen Rechte auf Dauer zur Landeshoheit ausbauen können. Selbst hier beruhte die Landesherrschaft vor allem auf grundherrschaftlichen Rechten und Einkünften, welche die Grafen von Waldeck 1267 und 1298 pfandweise von der Abtei Corvey erwarben. Unterschieden werden muss vor allem das Freigericht vor Medebach selbst, das mit dem Gogericht nichts zu tun hatte.
Eine erhebliche Machtausdehnung des Erzbischofs von Köln in der Gografschaft erfolgte dadurch, dass die Bürger der Amtsstädte im 14. und 15. Jahrhundert, als die Wüstungsbildung in diesem Raum einen außerordentlichen Umfang erreichte, fast 20 Dorfgemarkungen ganz und einige weitere teilweise in ihre Hand zu bringen vermochten. In Folge davon nahmen die Stadtgemarkungen zeitweise fast die Hälfte des Gesamtgebietes ein.
Die Grenzen des Amtes mit den Rechten und Einkünften des Amtmannes werden 1548 beschrieben. Neben den Städten Medebach, Winterberg, Hallenberg und Schmallenberg gehören die Freigrafschaften Düdinghausen, Münden, Züschen und Grönebach dazu. Wernsdorf in der gleichnamigen Freigrafschaft war inzwischen zur Wüstung geworden. Über Schmallenberg wird berichtet, dass die Stadt eigentlich nicht im Bezirk des Gogerichts gelegen war, aber dennoch zum Amt gehörte.

## Geschichte
Um 1300 verpflichteten sich die Städte Winterberg, Schmallenberg und Hallenberg, nicht dulden zu wollen, dass einer der ihrigen die Stadt Medebach befehde. Zu diesem Zeitpunkt war vom Amt Medebach noch nicht die Rede. Ausdrücklich genannt wird es im Jahr 1333, als der Kölner Erzbischof das Amt erstmals vorübergehend verpfändete.
1445 verpfändete Erzbischof Dietrich II. von Moers das Amt zunächst an Hermann von Dorfeld, 1452 an Johan von Hanxleden und 1461 an die Adelsfamilien von Viermünden und an die Schencken zu Schweinsberg für 1879 Goldgulden. Für die große Selbständigkeit der Städte im Amtsverband spricht auch, dass sie vor allem im 15. Jahrhundert als eigene Ämter bezeichnet wurden, auch wenn sie vom Amt Medebach nicht getrennt waren. In der Pfandschaft verblieb es bis zum Jahr 1600. In diesem Jahr streckten die Städte die Pfandsumme vor, lösten die Pfandschaft ab und erhielten dafür verschiedene Jahrmärkte und Steuereinnahmen bestätigt.
Im Dreißigjährigen Krieg wurde das Amt schwer verwüstet. Von den Städten waren vor allem Medebach und Hallenberg betroffen, während Schmallenberg und Winterberg verschont blieben. Medebach erholte sich von diesem Schlag nie mehr und trat von nun an immer mehr hinter der Bedeutung dieser beiden Städte im Amt zurück. Man erkennt dies zum Beispiel an der Einrichtung einer regelmäßigen Post im 18. Jahrhundert, bei der die Anbindung von Medebach unberücksichtigt blieb. So verkehrte ab 1750 montags, donnerstags und samstags ein reitender Postbote von Frankfurt aus über Hallenberg, Winterberg, Brilon und Meschede nach Arnsberg.
1802 gelangte das Amt Medebach als Teil des Herzogtums Westfalen an den Landgrafen von Hessen-Darmstadt. Am 22. September 1807 trat ein Gesetz zur Neueinteilung des Herzogtums in 18 Ämter in Kraft. Vom Amt Medebach wurde die Stadt Schmallenberg abgetrennt und dem Amt Fredeburg zugeordnet. Diese Einteilung blieb bis kurz nach der Herrschaftsübernahme durch Preußen im Jahr 1816 bestehen, als kurzzeitig ein Kreis Medebach eingerichtet wurde.
1844 wurde das Amt Medebach in verkleinerter Form im Kreis Brilon eingerichtet. Es umfasste jetzt neben der Stadt die Landgemeinden Berge, Deifeld, Dreislar, Düdinghausen, Küstelberg, Medelon, Oberschledorn, Referinghausen und Titmaringhausen. 1969 wurde das Amt aufgelöst, als die Stadt Medebach um diese Orte vergrößert wurde.

## Grenzkonflikte und Grenzfestlegungen
Mit den benachbarten Territorien kam es immer wieder zu Grenzkonflikten. Nach dem Ewigen Landfrieden von 1495 wurde es üblich, diese Auseinandersetzungen vor dem Reichskammergericht auszutragen. Als Grenzland hatte das Amt Medebach in der Zeit zwischen 1500 und 1800 zahlreiche, langwierige Prozesse zu führen.
1537 kam es zu einer Grenzeinigung des Erzbischofs von Köln mit dem Landgrafen von Hessen um die Grenze bei Hallenberg. Die Dörfer Bromskirchen und Somplar gingen dem Herzogtum Westfalen endgültig verloren.
Als Graf Wilhelm von Wittgenstein 1553 versuchte, die verpfändete Freigrafschaft Züschen zu erwerben und damit die Landeshoheit in diesem Gebiet beanspruchte, entwickelten sich lange dauernde Prozesse mit Kurköln. 1596 einigte man sich auf einen Grenzvergleich mit der Grafschaft Wittgenstein um die Grenzziehung bei Hallenberg nach Wunderthausen hin.
Lange wurde auch mit der Grafschaft Waldeck gestritten. Die Konflikte verschärften sich mit den aufkommenden konfessionellen Gegensätzen. 1663 wurde der Grenzverlauf mit der Grafschaft Waldeck beschrieben. Hierbei kam es zum endgültigen Verlust der Pfarrei Eppe, zu der die Dörfer Hillershausen und Niederschleidern gehörten. Dafür verzichtete Waldeck auf alle Ansprüche auf die Freigrafschaft Düdinghausen und an der Pfarrei Deifeld.
1783 kam es zur Vereinbarung mit der Grafschaft Wittgenstein über die Grenze am Kahlen Asten, über die seit zwei Jahrhunderten gestritten worden war. Ein Fünftel der strittigen Fläche erhielt Wittgenstein und vier Fünftel die Stadt Winterberg.

## Amtsinhaber und Amtsinsassen
In den Quellen heißen die Amtmänner „Drost“ oder „Amtleute“ (1461). Der Drost war gemäß Indigenatsprivilegs von 1662 ein Adliger aus dem Herzogtum Westfalen. Im 17. und 18. Jahrhundert war es durchaus üblich, dass ein Droste mehrere Ämter innehatte. Eine Anwesenheit im Amtsbezirk war daher nicht immer gegeben. Der Amtmann Henneke von Schade zum Beispiel hatte seinen Sitz in Grevenstein.
Mit der Position eines Amtsverwalters konnten auch richterliche Funktionen verbunden sein. Daher wurde er auch „Amtsrichter“ oder „Gorichter“ genannt. Vom 16. Jahrhundert an nahm häufig ein studierter Jurist aus einer Medebacher Familie namens Knipschild diese Stelle ein. Die Amtseinwohner wurden „Gerichtsuntertanen“ genannt. Das Hochgericht konnte der Erzbischof von Köln erst im Laufe des 16. Jahrhunderts an sich ziehen, als die alten Freigerichte nahezu bedeutungslos geworden waren.
In der Amtsverschreibung von 1461 sind die Aufgaben der Amtmänner dieser Zeit beschrieben. Sie sollten die Menschen vor Gewalt schützen, keine Feinde des Kurfürsten ins Amt lassen, die Straßen schützen und Straßenräuber bekämpfen. Sie sollten alle Bündnisse des Kurfürsten einhalten, insbesondere das Bündnis mit dem Herzogtum Berg. Dafür durften die Amtleute sämtliche Einnahmen des Amtes an sich nehmen.
Von den Funktionen des Gogerichts stand die Landesverteidigung durch Aufgebot der gesamten waffenfähigen Landbevölkerung an hervorragender Stelle. Um die Schlagkraft dieser Milizen sicherzustellen, führte der Amtmann Musterungen durch, bei denen die Amtseinwohner ihm ihre Waffen und deren Funktionstüchtigkeit vorführen mussten. Siebenmal pro Jahr hatten die Bewohner des Amtes außerdem an festen Terminen bei Medebach zu erscheinen und das Gogericht zu bilden. Zu weiteren Diensten gegenüber dem Amtmann waren sie nicht verpflichtet. Innerhalb der Gemarkungen ihrer Dörfer durften sie frei jagen und fischen.
Die Städte verfügten innerhalb des Amtes über weitgehende Autonomie. Hierüber besaßen sie zahlreiche kurfürstliche Privilegienbestätigungen. Mit Ausnahme des Hochgerichts genossen sie eine sehr weitgehende Selbständigkeit. Dafür waren sie für die Verteidigung ihrer Städte und Gemarkungen verpflichtet, die sie durch Landwehren schützten. Zu den Privilegien gehörte die Jagd in den eigenen Gemarkungen, worauf die Städte ganz besonders achteten und die sie bei Bedarf auch gewaltsam schützten. Außerdem ließen sie nicht zu, dass der Amtmann sich in die Wahl ihrer Stadträte einmischte.

## Amtmänner
- 1333           Johannes von Grafschaft[13]
- 1347           Henricus gen. Falsch[14]
- 1350           Johann II., Edelherr von Grafschaft[15]
- 1356           Dietrich von Schuwe (Schubel/Schovel)[16]
- 1379           Johann Stremme[17]
- 1381           Friedrich III. vom Alten Haus Padberg „der Ältere“[18]
- 1397/1400           Diederich Gaugreben „der Alte“[19]
- 1403           Johann III. vom Alten Haus Padberg[20]
- 1403           Friedrich IV. vom Alten Haus Padberg[21]
- 1420/1443      Johann von Dorfeld[22]
- 1420/1452      Hermann von Dorfeld „der Ältere“[23]
- 1440           Johann von Hatzfeld zu Wildenburg „der Ältere“[24]
- 1452/1456      Johann von Hanxleden zu Körtlinghausen und Kallenhardt[25]
- 1456/1502      Johann Schenk zu Schweinsberg „der Ältere“[26][27]
- 1456           Guntram Schenk zu Schweinsberg[26]
- 1456/1485      Conrad von Viermünden zu Nordenbeck[26]
- 1484/1536      Philipp Schenk zu Schweinsberg[28]
- 1492/1528      Philipp I. von Viermünden zu Nordenbeck und Bladenhorst[29]
- 1528/1548      Johann von Viermünden zu Bladenhorst[30]
- 1530/1563      Hermann von Viermünden zu Nordenbeck[31]
- 1540/1571      Guntrum Schenk zu Schweinsberg
- 1545/1557      Johan Schenk zu Schweinsberg
- 1563/1584      Philipp II. von Viermünden zu Bladenhorst
- 1563/1587      Arnold von Viermünden zu Bladenhorst
- 1590/1599      Cuno Freiherr von Winnenberg
- 1601/1617      Heinrich/Henneke Schade zu Grevenstein[32]
- 1628/1653      Johann Moritz Schade zu Grevenstein und Ahausen[33]
- 1664/1671      Henning Christian von Schade
- 1691           Casper Christian Vogt von Elspe zu Siedlinghausen[33]
- 1696/1712      Jobst Georg von Schade zu Grevenstein und Ahausen[33]
- 1767           Heinrich Christoph von Schade zu Grevenstein und Ahausen[33]
- 1767           Clemens von Westphalen zu Laer[34]
- 1770–1791      Maximilian Friedrich Schade zu Ahausen[33]
- 1802/1808	 Johann Matthias Kyrion[35]
- 1808           Aloys Hundt

## Amtsrichter
- 1518 Johann Knipschild[36]
- 1519/1530 Hermann Vopelen[37]
- 1518/1553 Johan von der Lippe[38]
- 1537 Hermann Boxkopf[39]
- 1534/1580 Johann Knipschild[40]
- 1580–1596 Bernhard Knipschild[41]
- 1600/1637 Arnold Knipschild der Ältere[42]
- 1638/1656 Arnold Knipschild der Jüngere[43][44]
- 1666 Heinrich Knipschild[44]
- 1666/1687 Johann Arnold Knipschild[45]
- 1720–1722 J.G. Hoijngh[46].
- 1770/1791 Johann Bernhard Weise[33]

## Freigrafen
- 1315 Johannes Hottepe[47]
- 1340 Herbord Herdegen[48]
- 1357 Ditmarus de Heckerinchusen[47]
- 1373/1373 Henrich Munter/Monetarius[49]
- um 1375 Conrad III. von Grafschaft[50]
- 1379 Gerke Stulevinke[51]
- 1385 Hermann Mersberg[52]
- 1400 Henkel Lindeman[53]
- 1402 Cord Reymen[54]
- 1430 Tyle Cordes[55]
- 1430/1431 Heinrich Buseman[56]
- 1440/1451 Wigand Henkus[57]
- 1445/1459 Conrad V. von Grafschaft, gen. Voß[58]
- 1452/1459 Hermann Knollebeins[59]
- 1460/1495 Heinrich Winands[60]
- 1472/1475 Hans von Attendorn[61]
- 1490/1498 Johann Schroder[62]
- 1501 Hans Volmers[63]
- 1504/1519 Kilian Hamel[64]
- 1508/1551 Heinrich Beckman[65]
- 1593 Johann Riemenscheider[66]
- 1654/1655 Hermann Schmid[67]